# Aeroporto di Phú Quốc
L'aeroporto di Phú Quốc (Sân bay Phú Quốc in vietnamita), noto anche come aeroporto di Duong Dong è stato un aeroporto vietnamita situato sull'isola omonima, la più estesa del Vietnam. Si trova vicino al maggior centro abitato dell'isola, Dương Đông, capoluogo della provincia di Kien Giang.
Inizialmente costruito negli anni 1930 durante il periodo coloniale francese, l'aeroporto venne ulteriormente ampliato durante la guerra del Vietnam.
Il 2 dicembre 2012 è stato chiuso al traffico e sostituito dal nuovo Aeroporto internazionale di Phu Quoc.

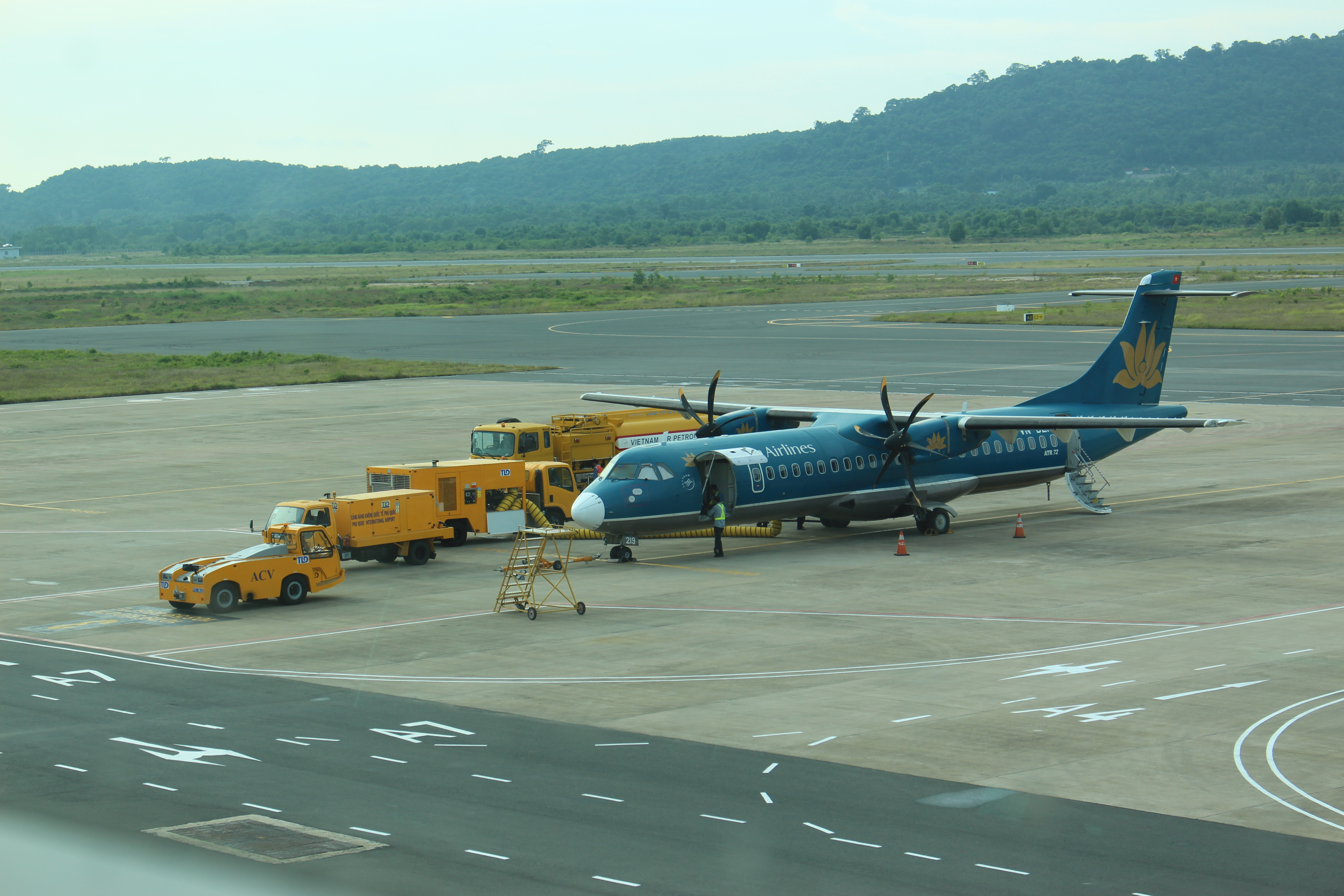
Un ATR 72